# Jimmy Carter Syndrome
Pour les articles homonymes, voir James Carter et Carter.
Albums de Jay Munly
Galvanized Yankee
(1999) Munly & the Lee Lewis Harlots
(2004)
Jimmy Carter Syndrome est le quatrième album de Jay Munly publié en janvier 2002.

## Titres de l'album
1. My Darling Sambo - 5:47
2. Circle Round My Bedside - 5:11
3. Cooney Vs. Munly - 5:24
4. Haggie Hennies Almost Dirty Dress - 4:35
5. Censer from the Footlights - 6:16
6. Spill the Wine - 3:32
7. The Denver Boot - 6:23
8. Weegee the Uninvited Blues #2 - 4:16
9. Dar He Drone - 6:20
10. Cattle, I Will Hang - 6:27
11. Chant Down Cap'n - 5:47
12. The Fabulous History of the Churchill Falls Barrel Races - 8:49

## Musiciens ayant participé à l'album
- Jay Munly
- Ordy Garrison
- David Eugen Edwards
- Pascal Humbert
- Nick Iurato
- Kal Cahonoe
- John Nichols
- John Humley
- Elin Palmer
- Rebecca Vera